# Sporting Club Foggia 1923-1924
Questa pagina raccoglie i dati riguardanti lo Sporting Club Foggia nelle competizioni ufficiali della stagione 1923-1924.

## Stagione
Nella Prima Divisione 1923-1924 il Foggia si è classificato al sesto e ultimo posto con 1 punto nella sezione pugliese delle Lega Sud. Retrocesso in Seconda divisione.

## Rosa
| N. |                   | Ruolo | Calciatore          |
| -- | ----------------- | ----- | ------------------- |
|    | Italia (bandiera) | P     | Renato Sarti        |
|    | Italia (bandiera) | D     | Michele Camero      |
|    | Italia (bandiera) | D     | Guido De Biase      |
|    | Italia (bandiera) | D     | Renato Trotta       |
|    | Italia (bandiera) | C     | Alessandro Sarti    |
|    | Italia (bandiera) | C     | Vincenzo Consiglio  |
|    | Italia (bandiera) | C     | Francesco De Stasio |
|    | Italia (bandiera) | C     | Giuseppe Comei      |
|    | Italia (bandiera) | C     | Luigi D'Onofrio     |
|    | Italia (bandiera) | C     | Raffaele Ferraretti |
|    | Italia (bandiera) | C     | Antonio Occhionero  |

| N. |                   | Ruolo | Calciatore       |
| -- | ----------------- | ----- | ---------------- |
|    | Italia (bandiera) | C     | Romano           |
|    | Italia (bandiera) | C     | Stori            |
|    | Italia (bandiera) | C     | Mario Casale     |
|    | Italia (bandiera) | C     | Giulio Cifarelli |
|    | Italia (bandiera) | C     | Michele Pompilio |
|    | Italia (bandiera) | C     | Puppo            |
|    | Italia (bandiera) | A     | De Luca          |
|    | Italia (bandiera) | A     | Armando Formillo |
|    | Italia (bandiera) | A     | Pizzi            |
|    | Italia (bandiera) | A     | Gabusi           |
|    | Italia (bandiera) | A     | Aurelio Giuliani |

## Risultati

### Prima Divisione

#### Girone pugliese

##### Girone di andata
| Arbitro: | Pelagiano (Taranto) |

|           |           |  |
| Senno 42’ | Marcatori |  |

| Arbitro: | Ricci |

|  |           |                            |
|  | Marcatori | 70’ (rig.), 75’ Guidobaldi |

| Arbitro: | De Michele (Taranto) |

|                         |           |  |
| Perilli 48’ Vescina 60’ | Marcatori |  |

| Arbitro: | Giannattasio (Trinitapoli) |

|                  |           |  |
| Cazzato 25’, 67’ | Marcatori |  |

| Arbitro: | Palagiano (Taranto) |

|  |           |                  |
|  | Marcatori | 57’, 62’ Manzoni |

##### Girone di ritorno
| Arbitro: | Ricci |

|           |           |           |
| Comei 54’ | Marcatori | 88’ Senno |

| Arbitro: | Magrone |

|                                        |           |  |
| Solfrizzi ?’, ?’, ?’ Guidobaldi Ugenti | Marcatori |  |

| Arbitro: | Torro (Taranto) |

|             |           |                             |
| De Luca 52’ | Marcatori | 85’ Vescina 90’ Mastroserio |

| Arbitro: | Storelli |

|           |           |                   |
| Comei 63’ | Marcatori | 15’, 25’ Mongelli |

| Arbitro: | Mastroserio (Bari) |

|                              |           |  |
| Manzoni 15’ (rig.), 35’, 68’ | Marcatori |  |

## Statistiche

### Statistiche di squadra
| Competizione                      | Punti | In casa | In casa | In casa | In casa | In casa | In casa | In trasferta | In trasferta | In trasferta | In trasferta | In trasferta | In trasferta | Totale | Totale | Totale | Totale | Totale | Totale | DR  |
| Competizione                      | Punti | G       | V       | N       | P       | Gf      | Gs      | G            | V            | N            | P            | Gf           | Gs           | G      | V      | N      | P      | Gf     | Gs     | DR  |
| --------------------------------- | ----- | ------- | ------- | ------- | ------- | ------- | ------- | ------------ | ------------ | ------------ | ------------ | ------------ | ------------ | ------ | ------ | ------ | ------ | ------ | ------ | --- |
| Prima Divisione (girone pugliese) | 1     | 5       | 0       | 1       | 4       | 3       | 9       | 5            | 0            | 0            | 5            | 0            | 13           | 10     | 0      | 1      | 9      | 3      | 22     | -19 |

### Statistiche dei giocatori
| Giocatore       | Prima Divisione | Prima Divisione |
| Giocatore       | Presenze        | Reti            |
| --------------- | --------------- | --------------- |
| M. Camero       | 10              | 0               |
| M. Casale       | 8               | 0               |
| G. Comei        | 10              | 2               |
| L. D'Onofrio    | 2               | 0               |
| G. De Biase     | 10              | 0               |
| De Luca         | 10              | 1               |
| R. Ferraretti   | 9               | 0               |
| A. Formillo (I) | 1               | 0               |
| Gabusi          | 4               | 0               |
| A. Giuliani     | 10              | 0               |
| A. Occhionero   | 1               | 0               |
| D. Pizzi        | 3               | 0               |
| M. Pompilio     | 4               | 0               |
| Romano          | 8               | 0               |
| A. Sarti (II)   | 10              | 0               |
| R. Sarti (III)  | 10              | -22             |